# Pseudibis davisoni
L'ibis spallebianche (Pseudibis davisoni (Hume, 1875)) è un uccello della famiglia dei Treschiornitidi.

## Descrizione

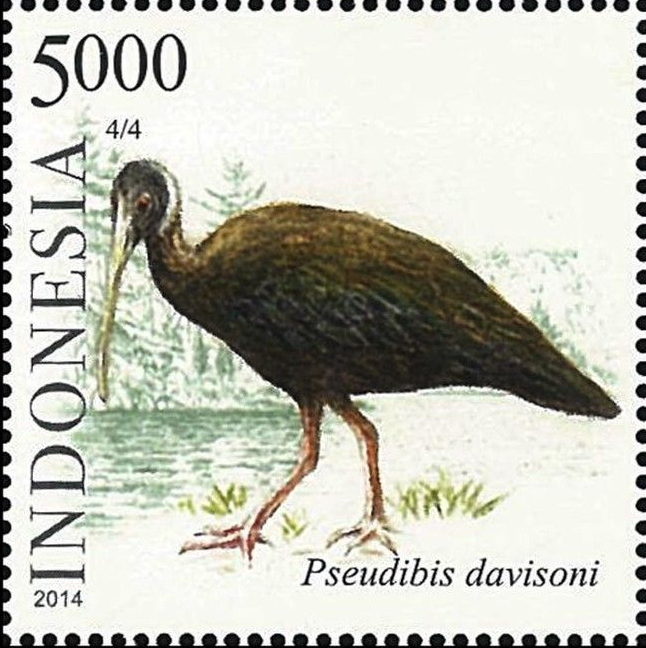

Questo uccello è lungo 60–85 cm. Il piumaggio è prevalentemente bruno nerastro, con un caratteristico collare bianco con sfumature bluastre. Come suggerito dal suo nome comune, le penne copritrici interne presentano una contrastante macchia bianca, spesso non visibile nell'uccello in posizione di riposo. La testa è nera e glabra, con un lungo becco ricurvo verso il basso. Le zampe sono rosse.
Gli immaturi hanno un piumaggio bruno e, a differenza degli adulti, la testa è ricoperta di piume.

## Distribuzione e habitat
Questa specie nidifica in ristrette aree della Cambogia, del Laos e del Kalimantan orientale (Indonesia). In passato nidificava anche nel Vietnam meridionale, dove attualmente è presente solo come visitatore occasionale. In Thailandia è andato incontro ad estinzione locale.
Popola differenti habitat tra cui le foreste di Dipterocarpaceae, gli stagni stagionali noti localmente come "trapaengs", le risaie abbandonate, le praterie arbustive, i margini boschivi di laghi e fiumi, gli affioramenti di ghiaie, ciottoli e sabbia all'interno dei fiumi.

## Conservazione
La IUCN Red List classifica Pseudibis davisoni come specie in pericolo critico di estinzione (Critically Endangered). La popolazione attuale è stimata in circa un migliaio di individui.